# Il Vittorioso
Il Vittorioso è stato un periodico a fumetti italiano, distribuito sia in edicola sia nel circuito delle parrocchie e degli oratori e delle scuole cattoliche, sia in abbonamento, e pubblicato dalla Casa editrice AVE, emanazione dell'Azione Cattolica Italiana.

## Storia
Fondato nel 1937, ospitò il debutto di molti dei principali autori di fumetto italiano del XX secolo, tra cui Benito Jacovitti, Claudio Nizzi, Stelio Fenzo e molti altri. Celebre negli anni trenta fu la rivalità con un'altra testata per ragazzi dell'epoca, L'Avventuroso. Durante la Seconda guerra mondiale la distribuzione del giornale fu sospesa per quasi un anno, dalla Presa di Roma da parte dell'esercito tedesco alla Liberazione dell'Urbe (8 settembre 1943 - 4 giugno 1944). Nel dopoguerra, mantenne per un periodo il sottotitolo Forte - Lieto - Leale - Generoso, ovvero le qualità morali che si chiedevano al ragazzo cattolico.
Nel gennaio 1967 (anno XXXI, n. 1 dell'8 gennaio 1967) cambiò il proprio nome di testata nel più breve Vitt: il rotocalco dei ragazzi, e cesserà completamente le pubblicazioni nel 1970.
Nel 1994 il quotidiano Avvenire ha portato in edicola la ristampa di 63 numeri del Vittorioso postbellico.

## Direttori responsabili
- Don Francesco Regretti, (1937 - 1939)
- Luigi Gedda (1939 - 1947)
- Carlo Carretto (1947)
- Enrico Vinci
- Mario Rossi
- Silvio Bettocchi
- Paolo De Sandre

## Collaboratori
- Domenico Volpi (redattore capo 1948-1966)
- Athos Careghi
- Giorgio Bellavitis
- Gianluigi Bonelli
- Alfredo Brasioli
- Caesar
- Antonio Canale
- Franco Caprioli
- Annibale Casabianca
- Franco Chiletto
- Sebastiano Craveri
- Gianni De Luca
- Stelio Fenzo
- Giulio Ferrari
- Danilo Forina
- Ruggero Giovannini
- Benito Jacovitti
- Lino Landolfi
- Claudio Nizzi
- Raffaele Paparella
- Carlo Peroni
- Renato Polese
- Sergio De Simone
- Alberto Manzi
- Ugo Sciascia
- Arnaldo De Amicis